# Edson Tortolero
Edson Tortolero (27 de agosto de 1971) é um ex-futebolista venezuelano que atuava como meia.

## Carreira
Edson Tortolero integrou a Seleção Venezuelana de Futebol na Copa América de 1999.